# Oleksandrivka, Bilozerka
Oleksandrivka (în ucraineană Олександрівка) este o comună în raionul Bilozerka, regiunea Herson, Ucraina, formată numai din satul de reședință.

## Demografie
Componența lingvistică a comunei Oleksandrivka
     Ucraineană (90,68%)
     Rusă (8,59%)
     Alte limbi (0,42%)
Conform recensământului din 2001, majoritatea populației comunei Oleksandrivka era vorbitoare de ucraineană (90,68%), existând în minoritate și vorbitori de rusă (8,59%).